# 科瓦什 (洛萨达)
科瓦什是葡萄牙波尔图区的一个堂区。总面积1.29平方公里，总人口763人，人口密度591.5人/平方公里。